# 哈利·本基
哈利·本基（Harry J. Buncke，1922年—2008年5月18日）是一位美国整形手术师，因对重建显微外科手术的贡献而被称为“显微外科之父”。他是美国手部手术学会、国际重建显微外科学会和美国整形外科协会的前主席。他还曾任斯坦福大学和加州大学旧金山分校外科临床教授。曾摄制15部电影和电视录影、撰写4本外科手术教科书，和超过400部经过同行评审的出版物。

## 职业生涯
本基一开始在自己家的车库中搭建的实验室工作，使用自己开发的仪器和缝合线。1964年，他在堪萨斯城举办的整形外科研究会会议上报告了兔耳再植。这是成功的使用1毫米大小血管的第一例报告，这一成就以前被认为在技术上是不可能的。
1966年，本基和他的同事报道了使用显微手术进行猴子的大脚趾移植，在那个截断的手指、足趾和四肢的再植将广泛推广的时代，这次手术成为了第二个里程碑。
1969年，本基与唐纳德·麦克林合作进行了首例成功的微血管移植，用网膜来修复大块头皮缺损。
1970年，本基在加利福尼亚州旧金山的戴维斯医疗中心成立了本基诊所。这个诊所的外科医生去完成了许多“第一”，包括一个次将人的脚趾移植到手上、头皮再植、锯肌联合背阔肌微血管移植、手指脚趾再植，并于1997年完成了断舌再植。